# Taphrocerus agriloides
Taphrocerus agriloides är en skalbaggsart som beskrevs av George Robert Crotch 1873. Taphrocerus agriloides ingår i släktet Taphrocerus och familjen praktbaggar. Inga underarter finns listade i Catalogue of Life.